# Йохан III фон Ербах
Йохан III фон Ербах (на немски: Johann III von Erbach; † 8 февруари 1458) е наследствен шенк на Ербах в Ербах.

## Произход
Той е син на шенк Еберхард X фон Ербах († 1418) и съпругата му Мария фон Бикенбах († 1397), дъщеря на Дитрих I фон Бикенбах, господар на Хоенберг († 1403) и Агнес фон Изенбург-Бюдинген († 1404), дъщеря на Хайнрих II фон Изенбург-Бюдинген. Брат е на Дитрих Шенк фон Ербах (1390 – 1459), архиепископ на Майнц (1434 – 1459) и Ото Шенк фон Ербах (* пр. 1422; † 28 март 1468).
Йохан III фон Ербах умира на 8 февруари 1458 г. и е погребан в Бенсхайм.

## Фамилия
Йохан III фон Ербах се жени за Маргарета фон Ербах († 20 май 1448), дъщеря на Конрад VII фон Ербах († 1423) и Агнес фон Ербах-Ербах († сл. 1423), дъщеря на шенк Еберхард VIII фон Ербах-Ербах († 1373) и графиня Елизабет фон Катценелнбоген († 1385). Те имат две деца:
- Йохан IV фон Ербах (* 1445; † 25 ноември 1484), женен за Магдалена фон Щофелн-Жустинген († 10 декември 1487)
- Агнес фон Ербах (* пр. 1453; † пр. 1472), омъжена I. 1453 г. за Вилхелм фон Финстинген-Шваненхалс (* пр. 1443; † 15 юли 1469), II. сл. 15 юли 1469 г. за Хайнрих Байер фон Бопард († 1490)